# یوخه
یوخه یا نان یوخه نوعی شیرینی سنتی شیراز است که سوغات این شهر محسوب می‌شود. یوخه به نوعی شیرینی به نام کاک که در کرمانشاه تهیه می‌شود شباهت دارد، با این وجود نحوۀ تهیه این دو شیرینی متفاوت است و همچنین ضخامت لایه‌های یوخه نیز کمتر از کاک است. غلامحسین قناد طوسی، مؤسس قنادی رضا  در شیراز از اولین پیشکسوتانی است که به تولید تجاری یوخه در این شهر پرداخته است.

## وجه تسمیه
واژه‌نامۀ دهخدا به نقل از فرهنگ‌های ناظم‌الاطبا، برهان قاطع و آنندراج، یوخه را واژه‌ای ترکی به معنای نان تُنُک دانسته است.

## پیشکسوتان
غلامحسین قناد طوسی، مؤسس قنادی رضا در شیراز از اولین پیشکسوتانی است که به تولید تجاری یوخه در این شهر پرداخته است.